# ناگوش هاروتیونیان
ناگوش خاچاطوری هاروتیونیان (ارمنی: Նագուշ Խաչատուրի Հարությունյան؛ Nagush Khachaturovich Arutyunyanزاده ۱۰ نوامبر ۱۹۱۲ - درگذشته ۱۸ ژانویهٔ ۱۹۹۳)  دانشمند متخصص در زمینه خاصیت ارتجاعی و استاد دانشگاه دولتی ایروان اهل ارمنستان که از تاریخ ۱۹۶۱ تا تاریخ ۱۹۶۳ ریاست دانشگاه دولتی ایروان را برعهده داشت.

## زندگی‌نامه
وی در ۲۳ نوامبر [سبک قدیمی: ۱۰ نوامبر] ۱۹۱۲ در ایروان به دنیا آمد . وی استاد دانشگاه دولتی ایروان بود. وی عضو فرهنگستان ملی علوم ارمنستان بود. وی همچنین برندهٔ جوایزی همچون نشان جنگ میهنی (درجه یک و درجه دو)، نشان انقلاب اکتبر، نشان ستاره سرخ، نشان لنین، نشان پرچم سرخ کار، نشان شایستگی نبرد، مدال به مناسبت یکصدمین سالگرد تولد ولادیمیر ایلیچ لنین و دانشمند شایسته ارمنستان شوروی (۱۹۶۱) شد. وی در ۱۸ ژانویهٔ ۱۹۹۳ در سن ۸۰ سالگی در مسکو درگذشت و در  گورستان ترویکوروفسکوی به خاک سپرده شد.

## یادداشت
1. ↑  Doctor of Technology Science
2. ↑  Elasticity

## نگارخانه

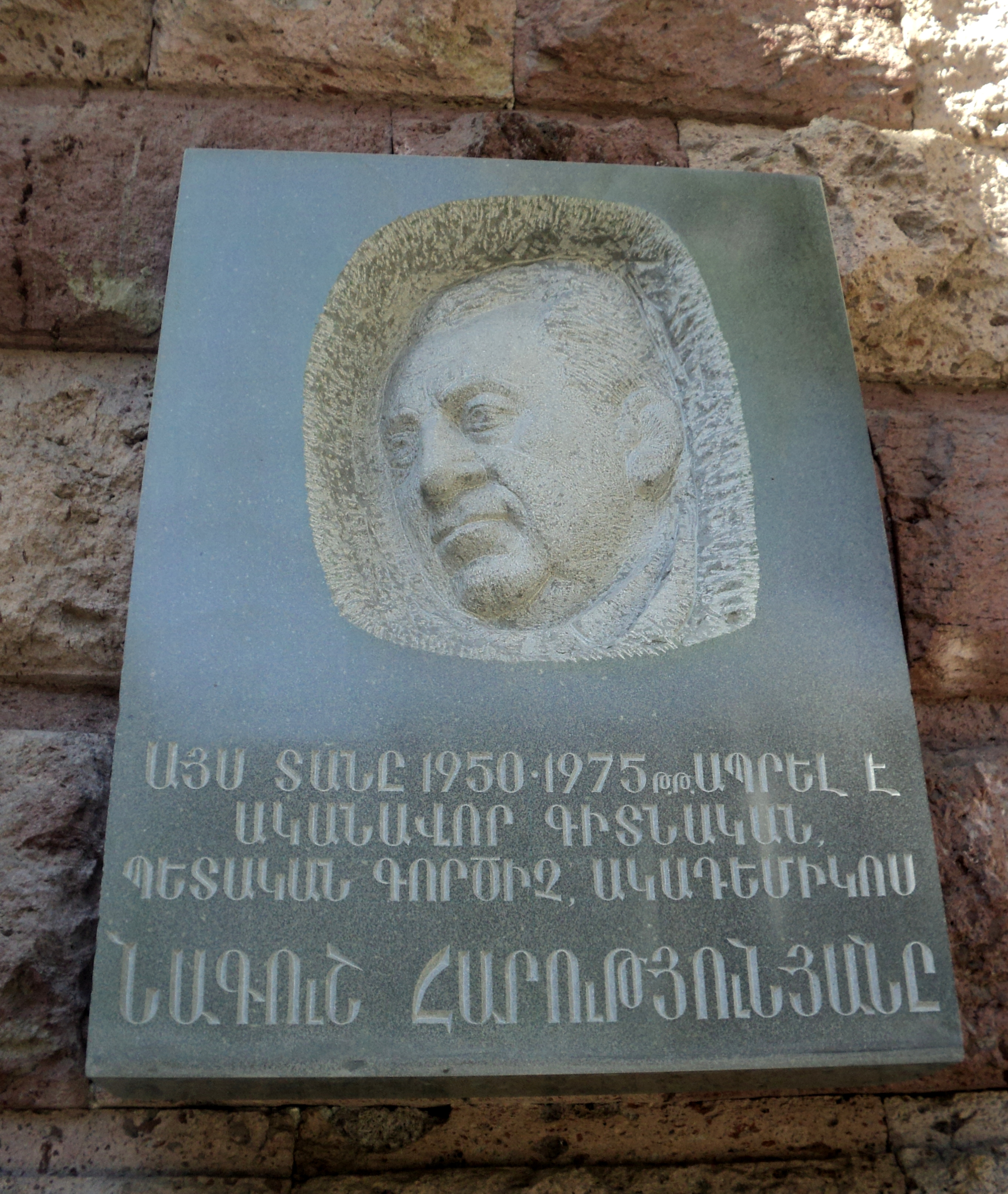
پلاک یادبود